# Dinastia macedónica (Antigo Egito)
A Dinastia macedónica, no Egito, teve início em 332 a.C., quando Alexandre, o Grande conquistou e anexou o Egito ao gigantesco Império Macedónio.
Durante a breve estada de Alexandre no Egito, ele estabeleceu o plano de construção de Alexandria, ofereceu sacrifícios aos deuses egípcios e consultou o oráculo de Amom, no Oásis de Siuá. Alexandre foi sucedido por Filipe III Arrideu e Alexandre IV.
Em 304 a.C., o então general Ptolemeu I Sóter I declarou-se faraó independente do Egito, dando início a  grande Dinastia ptolomaica que durou 274 anos (304 - 30 a.C.), e a qual pertenceu a famosa rainha e faraó Cleópatra.

## Lista de faraós
Ordem: Nome de batismo – data do reinado
- Alexandre III Magno – 332 - 323 a.C.
- Filipe III Arrideu – 323 - 316 a.C.
- Alexandre IV – 316 - 304 a.C.